# Vitālijs Barinovs
Vitālijs Barinovs (Riga, 4 maggio 1993) è un ex calciatore lettone, di ruolo difensore.

## Carriera

### Club
Ad agosto 2018, Barinovs è stato ingaggiato dai norvegesi dello Stålkameratene, compagine militante in 3. divisjon. Il 25 agosto ha effettuato il proprio esordio in squadra, schierato titolare nella sconfitta per 1-4 subita in casa contro il Sortland. Il 31 agosto ha realizzato le prime reti con questa maglia, siglando una doppietta nel pareggio per 2-2 maturato sul campo dello Skjervøy.
A settembre 2019, Barinovs è passato allo Junkeren. Ha disputato il primo incontro in squadra il 22 settembre, venendo impiegato da titolare nella sconfitta per 6-1 subita in casa del Fløya.

### Nazionale
Ha giocato nelle nazionali giovanili lettoni Under-18, Under-19 ed Under-21.

## Statistiche

### Presenze e reti nei club
Statistiche aggiornate al 17 novembre 2021.
| Stagione         | Club             | Campionato       | Campionato | Campionato | Coppe nazionali | Coppe nazionali | Coppe nazionali | Coppe continentali | Coppe continentali | Coppe continentali | Supercoppe | Supercoppe | Supercoppe | Totale | Totale |
| Stagione         | Club             | Comp             | Pres       | Reti       | Comp            | Pres            | Reti            | Comp               | Pres               | Reti               | Comp       | Pres       | Reti       | Pres   |        |
| ---------------- | ---------------- | ---------------- | ---------- | ---------- | --------------- | --------------- | --------------- | ------------------ | ------------------ | ------------------ | ---------- | ---------- | ---------- | ------ | ------ |
| 2009             | Tranzit          | VL               | 19         | 0          | CL              | 1               | 0               | -                  | -                  | -                  | -          | -          | -          | 20     | 0      |
| 2010             | Tranzit          | VL               | 21         | 1          | CL              | 1               | 0               | -                  | -                  | -                  | -          | -          | -          | 22     | 1      |
| Totale Tranzit   | Totale Tranzit   | Totale Tranzit   | 40         | 1          |                 | 2               | 0               |                    | -                  | -                  |            | -          | -          | 42     | 1      |
| 2011             | Ventspils        | VL               | 0          | 0          | CL              | 1               | 0               | UEL                | 0                  | 0                  | -          | -          | -          | 1      | 0      |
| 2012             | Ventspils        | VL               | 4          | 0          | CL              | 1               | 0               | UCL                | 1                  | 0                  | -          | -          | -          | 6      | 0      |
| 2013             | Ventspils        | VL               | 1          | 0          | CL              | 1               | 0               | UEL                | 0                  | 0                  | -          | -          | -          | 2      | 0      |
| 2014             | Ventspils        | VL               | 5          | 0          | CL              | 2               | 0               | UCL                | 2                  | 0                  | -          | -          | -          | 9      | 0      |
| 2015             | Ventspils        | VL               | 13         | 0          | CL              | 1               | 0               | UCL                | 2                  | 0                  | -          | -          | -          | 16     | 0      |
| Totale Ventspils | Totale Ventspils | Totale Ventspils | 23         | 0          |                 | 6               | 0               |                    | 5                  | 0                  |            | -          | -          | 34     | 0      |
| 2016             | Riga FC          | VL               | 20         | 0          | CL              | 1               | 0               | -                  | -                  | -                  | -          | -          | -          | 21     | 0      |
| mar.-lug. 2017   | Jonava           | A                | 11         | 0          | CL              | 0               | 0               | -                  | -                  | -                  | -          | -          | -          | 11     | 0      |
| lug.-dic. 2017   | Leiknir F.       | 1D               | 9          | 0          | CI+CdL          | -               | -               | -                  | -                  | -                  | -          | -          | -          | 9      | 0      |
| gen.-giu. 2018   | Altona 93        | RL               | 16         | 1          | -               | -               | -               | -                  | -                  | -                  | -          | -          | -          | 16     | 1      |
| ago.-dic. 2018   | Stålkameratene   | 3D               | 9          | 2          | CN              | -               | -               | -                  | -                  | -                  | -          | -          | -          | 9      | 2      |
| set.-dic. 2019   | Junkeren         | 3D               | 6          | 0          | CN              | -               | -               | -                  | -                  | -                  | -          | -          | -          | 6      | 0      |
| feb.-giu. 2020   | Borja            | TD               | 1          | 0          | CFE             | -               | -               | -                  | -                  | -                  | -          | -          | -          | 1      | 0      |
| set. 2020-2021   | Huércal-Overa    | TD               | 28         | 0          | CFE             | ?               | ?               | -                  | -                  | -                  | -          | -          | -          | 28+    | 0+     |
| Totale           | Totale           | Totale           | ?          | ?          |                 | ?               | ?               |                    | ?                  | ?                  |            | -          | -          | ?      | ?      |

## Palmarès

### Club

#### Competizioni nazionali
- Coppa di Lettonia: 2

Ventspils: 2010-2011, 2012-2013
- Campionato lettone: 3

Ventspils: 2011, 2013, 2014